# Westhampton, New York
Westhampton är en så kallad census-designated place i Southamptons kommun i Suffolk County på Long Island i delstaten New York. Vid 2010 års folkräkning hade Westhampton 3 079 invånare.